# Emännänsaari (ö i Norra Karelen)
Emännänsaari är en ö i Finland. Den ligger i sjön Orivesi och i kommunen Rääkkylä i den ekonomiska regionen  Mellersta Karelens ekonomiska region  och landskapet  Norra Karelen, i den sydöstra delen av landet, 300 km nordost om huvudstaden Helsingfors. Öns area är 3,8 hektar och dess största längd är 300 meter i öst-västlig riktning.